# Красная черта (роман)
«Красная черта» — роман Илмари Кианто, опубликованный в 1909 году. 
Действие романа (книги) разворачивается во время первых парламентских выборов в Финляндии весной 1907 года и повествует о жизни бедной семьи Топи (Тобиас Топиаанпойка) и Рийки Ромппанен (Ретрийка Ефросинья, по девичьей фамилии Юнтунен) и об их размышлениях в то время. Топи был убежден, что если люди проведут красную черту на избирательном бюллетене (способ голосовать в то время) и окажут поддержку «системе солисалиратти» (исковерканное название Социал-демократической партии), положение бедных улучшится.
Роман представляет собой краткое изложение позиции по поводу законодательной реформы 1906 года, которая предоставила право голосовать на выборах всем мужчинам и женщинам в возрасте от 24 лет. На этих парламентских выборах были выдвинуты шесть партий: социал-демократы, Финская партия, Молодые финны, шведы, Крестьянский союз и Христианский рабочий союз. Каждая партия пыталась собрать голоса народа с помощью агитационных речей разъезжавших агитаторов. Согласно роману «Красная черта», в Кайнуу жило много бедняков, которые приходили издалека, чтобы послушать головокружительные обещания представителей «Соли-сали-ратти» о деньгах и хлебе. В романе, помимо социал-демократов, даже не упоминаются другие партии, потому что надежда на лучшее будущее достижима, по мнению бедных, только с помощью «Соли-сали-ратти», путем проведения красной черты. В книге, однако, не обсуждается, была ли Социал-демократическая партия Финляндии или какая-либо другая партия из участвовавших в выборах лучше других. В качестве прототипа агитатора по имени Пунтарпяа Кианто использовал разъездного агитатора Социал-демократической партии Юхо Вернера Вихериялааксо.

## Сюжет
Главные персонажи романа — Тобиас Топиаанпойка (Топи) и Ретрийка Ефросинья Саарантютяр (девичья фамилия Юнтунен) (Рийка) Ромппанен живут со своими пятью детьми в глуши, в хижине Корпилоукко, среди нищеты и убогости. Они не очень стары, но голод и тяжелая работа ожесточили их и превратили в сварливых старика и старуху. С годами они уже потеряли веру в лучшее будущее.
Внезапно из деревень пошли странные слухи: «… 15 марта эта страна и этот мир, кажется, действительно пойдут по другому пути». Разъездные агитаторы внушают людям, что со дня выборов деньги перейдут от богатых господ к бедным рабочим. «Почему бы этим курчавым попугаям в судах и толстым дятлам закона не начать защищать спины бедных, а не только толстые животы богачей?» — так размышляет после собрания Топи. Наконец, красная черта воспринимается людьми как палочка-выручалочка, которая все изменит, поэтому и Рийка в спешке чертит свою красную линию так усердно, что ломает карандаш.
Были, конечно, и предрассудки относительно парламентских выборов и социал-демократов, в частности. Старшее поколение отвергает политику, считая ее безбожной деятельностью, а священники и другие богатые люди, конечно, не хотят, чтобы их пояса были затянуты социал-демократами. Конфликт между религией и политикой проявляется также в народе: некоторые не решаются провести красную черту в бюллетене напротив социал-демократов, опасаясь Божьего наказания за грех. Так и Рийка после выборов начинает думать, что болезнь и смерть ее троих детей — это наказание Божие.
Когда выясняется, что красная черта не была прямой дорогой к лучшей жизни и о реформах ничего не слышно, Рийка также начинает размышлять: «Красная черта? Неужели они совсем не заметили, что начерчена она была кровью сердечной страдающего народа?»
Роман как бы описывает классический цикл, потому что начинается с впадения медведя в зимнюю спячку и заканчивается следующей весной, когда медведь просыпается. Медведь тоже проводит свою красную черту, но эта черта — кровавая струя из вен жителя Корпилоукко. У суровой книги воистину суровый конец, когда возможно беременная Рийка остается одна со своими выжившими детьми.